# Megumi Odaka
Megumi Odaka (小高恵美, Odaka Megumi) est une actrice et chanteuse japonaise, née en 1972, connue pour son rôle de Miki Saegusa qu'elle incarne dans six films de la série des Godzilla de 1989 à 1995.

## Biographie
Elle débute à l'âge de douze ans en 1984 en effectuant du doublage de dessin-animés et par quelques petits rôles au cinéma. Elle sort également plusieurs singles et albums au cours des années 1980.
En 1989, elle décroche le rôle de Miki Saegusa, jeune fille douée de pouvoirs psychiques dans le film Godzilla vs Biollante. Elle reprend ce rôle successivement dans les films Godzilla vs King Ghidorah (1991), Godzilla vs Mothra (1992), Godzilla vs Mechagodzilla 2 (1993), Godzilla vs Space Godzilla (1994) et Godzilla vs Destroyah (1995). Popularisée par ce rôle, elle devient le personnage le plus récurrent de la saga Godzilla. 
Après Godzilla vs Destroyah (1995), elle met un terme à sa carrière cinématographique et travaille essentiellement à la télévision.
Un best-of de ses principaux singles, intitulé Odaka Megumi Best est sorti en 2002.

## Filmographie partielle
- 1987 : La Princesse de la Lune (竹取物語, Taketori monogatari?) de Kon Ichikawa
- 1989 : Godzilla vs Biollante (Gojira vs. Biojante) : Miki Saegusa
- 1991 : Godzilla vs King Ghidorah (Gojira vs. Kingu Gidorâ) : Miki Saegusa
- 1992 : Godzilla vs Mothra (Gojira vs. Mosura) : Miki Saegusa
- 1993 : Godzilla vs Mechagodzilla 2 (Gojira VS Mekagojira) : Miki Saegusa
- 1994 : Shoot (シュート, Shūto?) de Kazuki Ōmori
- 1994 : Godzilla vs Space Godzilla (Gojira VS Supesugojira) : Miki Saegusa
- 1995 : Godzilla vs Destroyah (Gojira vs Desutoroiâ) : Miki Saegusa

## Discographie
- Soushun no Eki / Doushite desu ka (21.03.1988) (single)
- Blue Wind / Tsuna no Jiki (06.07.1988) (single)
- Milky Cotton (07.09.1988) (album)
- Autabi Anata o Suki ni naru / Koi ga Samui November (21.11.1988) (single)
- Jounetsu no Sasayaki / Harukaze Memory (21.03.1989) (single)
- Shumatsu no Cinderella tachi / Stance (30.08.1989) (single)
- Powder Snow (29.11.1989) (album)
- Ima, Kaze no Naka de / Umi o Futari jime (21.02.1991) (single)
- Odaka Megumi Best (Emi Odaka Best) (21.08.2002) (best-of)